# Гамзатов, Руслан Магомедович
Руслан Магомедович Гамзатов (род. 27 сентября 1965, Махачкала) — советский и российский дзюдоист, призёр чемпионатов СССР и России. Тренер по дзюдо в СДЮСШОР по единоборствам (Махачкала).

## Спортивная карьера
Дзюдо начал заниматься в 1977 году в СДЮШОР (Махачкала). Тренеры Н. Абдулбеков, З. Хизриев, А. Баркалаев.

## Личная жизнь
В 1979 году окончил школу №7 в Махачкале. В 1994 окончил экономический факультет ДГУ. В 2003 году окончил юридический факультет ДГУ.

## Спортивные результаты
- Чемпионат СССР по дзюдо 1989 года — ;
- Чемпионат СССР по дзюдо 1990 года — ;
- Кубок Мацутаро Шорики 1990 года, Токио — ;
- Сеульский международный турнир 1991 года — ;
- Чемпионат России по дзюдо 1993 года — ;
- Мемориал Мурада Казанбиева 1997 года, Махачкала — ;